# Rio Arada
O Rio Arada é um rio da Romênia afluente do rio Albac, localizado no distrito de Alba.